# Baliwag
Baliwag – miasto na Filipinach w regionie Luzon Środkowy, na wyspie Luzon. W 2010 roku liczyło 143 565 mieszkańców.
W mieście rozwinęło się rzemiosło oraz przetwórstwo ryżu.